# アユ・ウタミ
アユ・ウタミ（Ayu Utami, 1968年11月21日 -）は、インドネシアの女流作家。処女作・代表作として「サマン」（1998年）が広く知られている。

## 人物・来歴
ジャワ島西部のボゴールに生まれ、ジャカルタで育った。インドネシア大学でロシア文学を学び、学士号を得た。大学在学中に新聞で評論活動を始める（なお1990年にはインドネシアの美人コンテストWajah Feminaで決勝出場者に選ばれている）。1994年にスハルトが3つの雑誌を発行禁止に付すと、これに抗議して独立ジャーナリスト同盟に入会し、その後匿名でスハルト政権の汚職を告発する本を出版するなどしている。
処女作「サマン」の出版はスハルト失脚の数週間前であったので、インドネシアの政治的・文化的変化を強く国民に印象づけ、芸術家や知識人の間で評判と物議を醸し、インドネシア文学に於ける新しい画期をなすものと見做された。2001年には続編も出版されている。